# Geopelia
Geopelia là một chi chim trong họ Columbidae.

## Hình ảnh

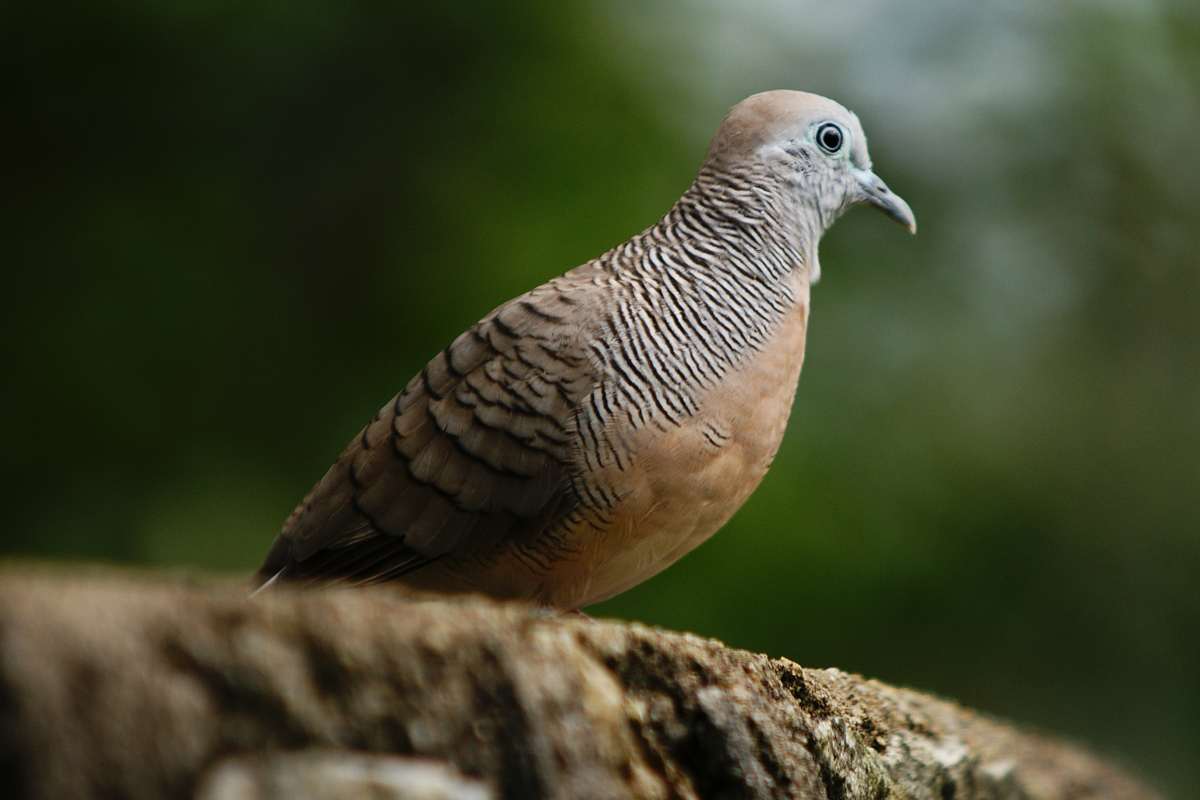
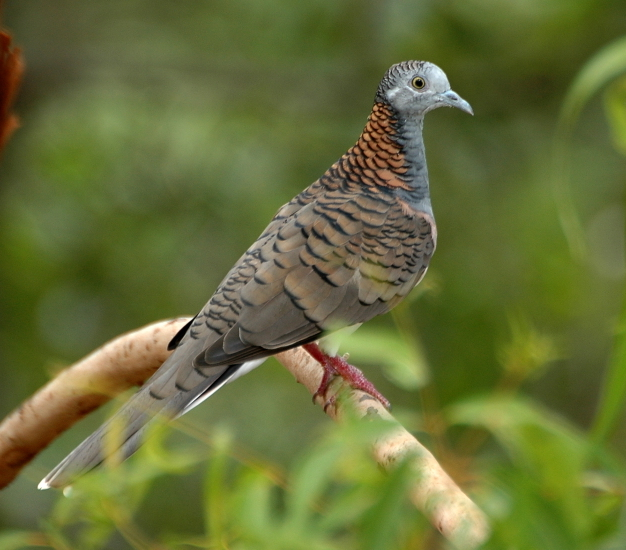
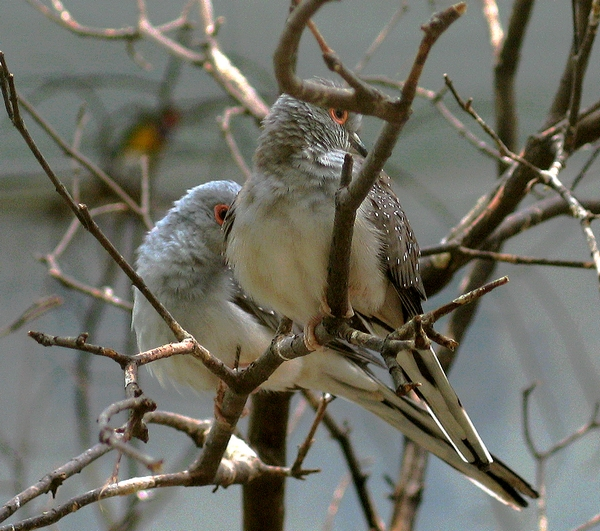
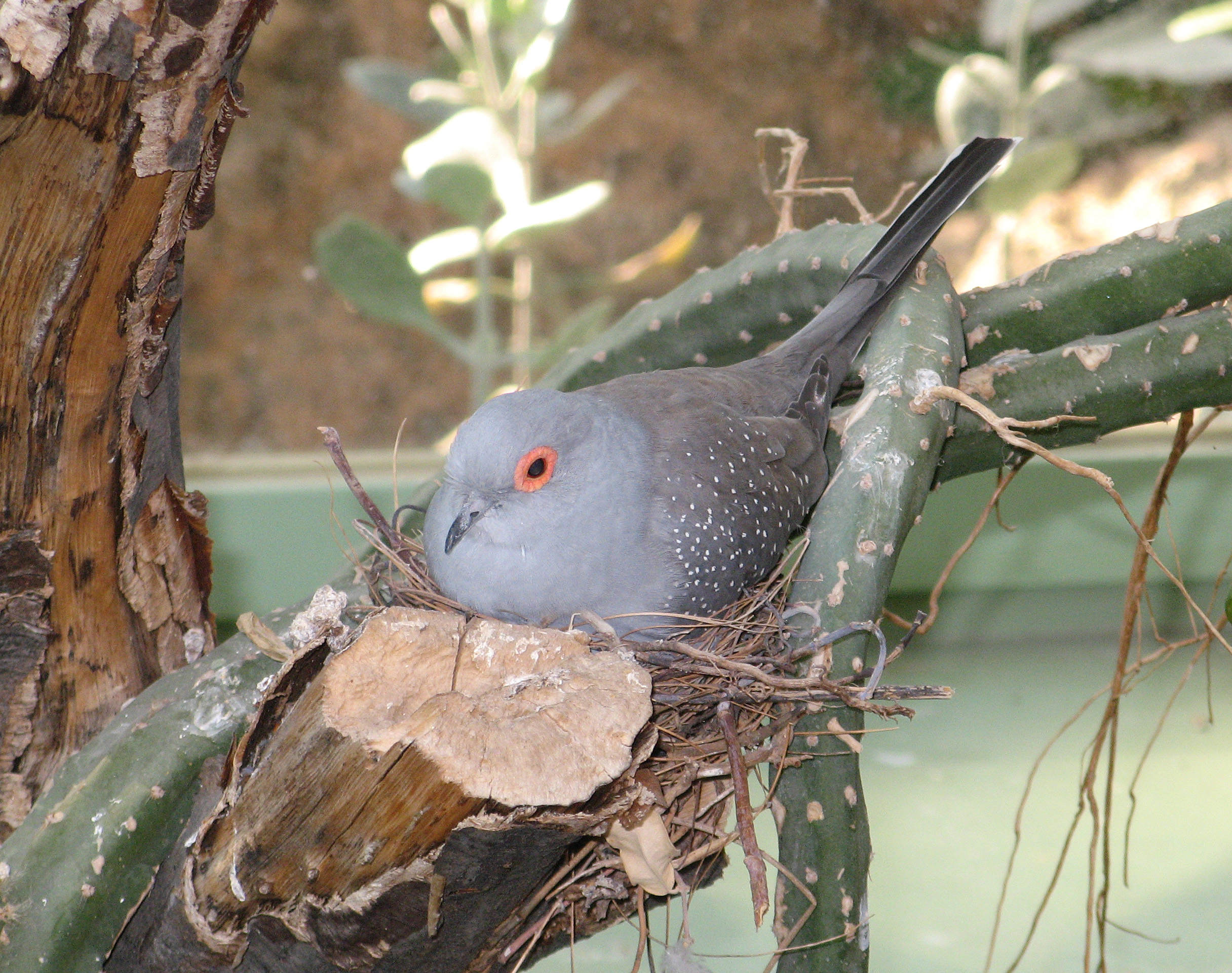
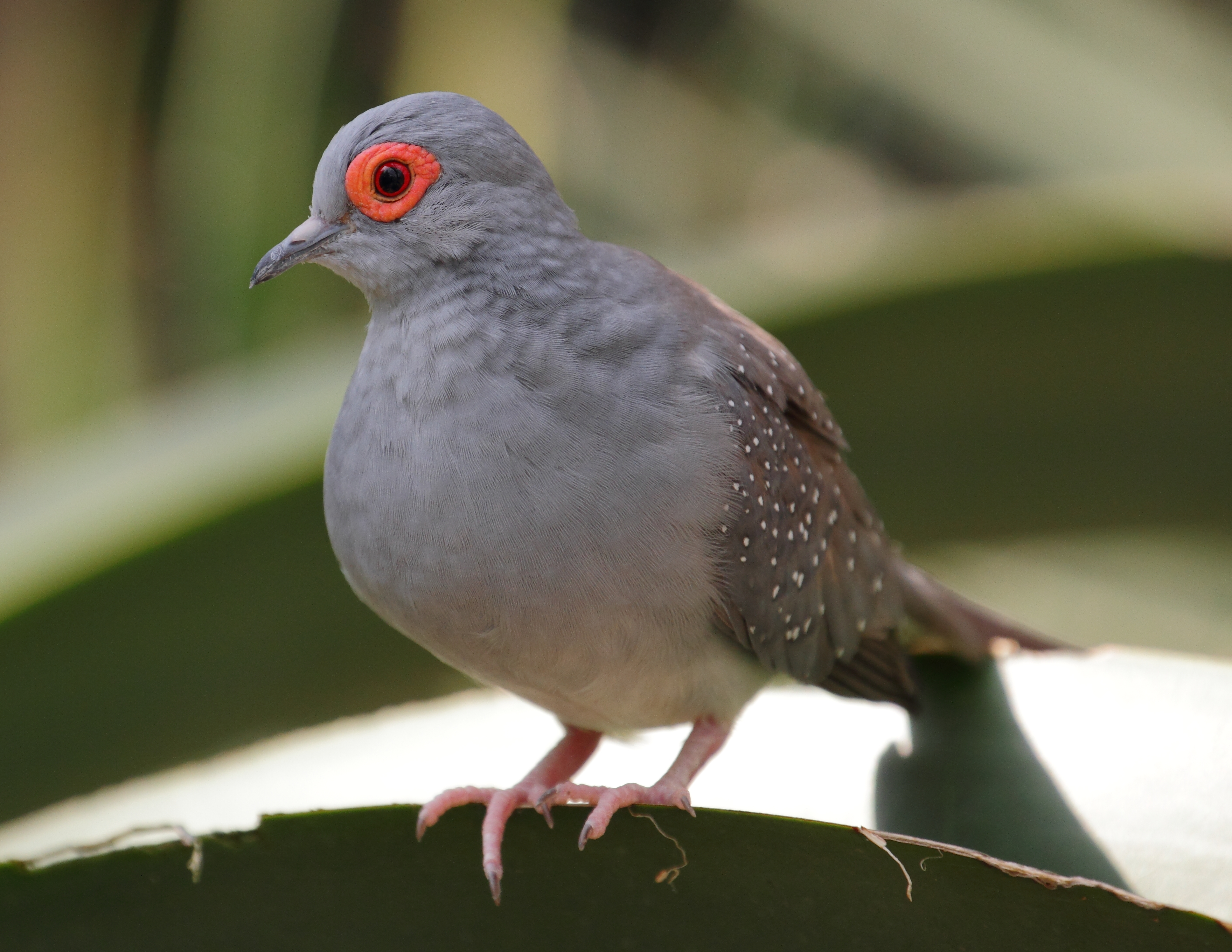